# Carl Eduard Ney
Carl Eduard Ney (* 4. Juli 1841 in Kusel in der Pfalz; † 15. Dezember 1915 ebenda) war ein deutscher Förster und Dichter in pfälzischer Mundart. Neben seinen Fachbüchern wurde er durch seine Prosa bekannt, in der er das Leben und die Jagd in der Pfalz teils humorvoll wiedergab, aber das Wesen von Jägern und Juristen teilweise auch kritisch schilderte.

## Leben
Carl Eduard Ney war Sohn des Dekans von Kusel in der Pfalz und der Bruder des Pfarrers Theodor Julius Ney. Er besuchte das Gymnasium in Speyer.

### Beruflicher Werdegang
Nach einem halbjährigen Praktikum in Waldfischbach studierte er an der Forstlehranstalt in Aschaffenburg und an der Forstschule des Polytechnikums in Karlsruhe. Nach zwei Semestern an der Universität München wurde er 1862 Forstgehilfe in Elmstein. 1863 bestand er sein Examen in Speyer und war von 1864‒70 Forstgehilfe in Waldmohr, Bergzabern und Johanniskreuz. April 1871 wurde Ney kaiserlicher Oberförster in Schirmeck und 1881 in Hagenau-West. 1890 wurde er Regierungs- und Forstrat im Bezirkspräsidium Straßburg, 1891 Vorstand des Forsteinrichtungs-Bureaus im Finanzministerium Straßburg. 1896 wurde Ney dann Oberforstmeister im Bezirkspräsidium Metz.
1897 gründete er den Reichsforstverein, der 1899 zum deutschlandweiten Deutschen Forstverein wurde mit Carl Ney als zweitem Präsidenten. Von 1901 bis 1903 war Ney dann Vorsitzender.

### Soldatenzeit
Im Deutschen Krieg diente Ney als Leutnant im 5. bayrischen Infanterie-Regiment. Anfang des Deutsch-Französischen Krieges meldete er sich als Freiwilliger zum 4. bayrischen Infanterie-Regiment, wurde bald Offizier und nahm an der Belagerung von Paris teil.

## Werke

### Sachbücher
- Die natürliche Bestimmung des Waldes und die Streunutzung: Ein Wort der Mahnung an die Gebildeten, Verlag Lang, 1869
- Die Lehre vom Waldbau, Parey Verlag, Berlin 1885, Vero Verlag 2019, ISBN 978-3-9570064-1-7
- Geschichte des heiligen Forstes bei Hagenau im Elsass nach den Quellen bearbeitet, 1866, Hans-ebooks 2016, ISBN 978-3-7433-5342-8
- Forstliche dummheiten: Eine Bußpredigt für unsere Grünröcke, J. Neumann 1901
- Die Gesetze der Wasserbewegung im Gebirge und die Aufgaben der vaterländischen Wasserwirtschaft: ein Wort der Mahnung an das deutsche Volk, Neumann, 1911

### Lyrik
- Lieder und Reimereien eines alten Grünrocks aus der Pfalz, Karl J. Trübner, Straßburg 1896
- Neue Reimereien des alten Grünrocks aus der Pfalz, Karl J. Trübner, Straßburg 1898
- Reimereien des alten Grünrocks aus der Pfalz – Dritte Folge, Karl J. Trübner, Straßburg 1903